# Monte Grande, Tuxpan
Monte Grande är en ort i Mexiko.   Den ligger i kommunen Tuxpan och delstaten Veracruz, i den sydöstra delen av landet, 250 km nordost om huvudstaden Mexico City. Monte Grande ligger 8 meter över havet och antalet invånare är 482.
Terrängen runt Monte Grande är platt. Havet är nära Monte Grande åt nordost. Runt Monte Grande är det ganska tätbefolkat, med 160 invånare per kvadratkilometer. Närmaste större samhälle är Tuxpan de Rodríguez Cano, 4,2 km sydväst om Monte Grande. Trakten runt Monte Grande består till största delen av jordbruksmark.